# جاسبر دي بويست
جاسبر دي بويست (بالفرنسية: Jasper De Buyst)‏ (و. 1993  م) هو راكب دراجة هوائية بلجيكي، شارك في ركوب الدراجات في الألعاب الأولمبية الصيفية 2016، وطواف فرنسا 2018، وطواف فرنسا 2019.

## سجل الفوز

### سباقات أو مراحل فاز بها
| التاريخ        | السباق                          | المركز                                          |
| -------------- | ------------------------------- | ----------------------------------------------- |
| 27 أغسطس 2014  | دريفينكويرز أوفيريجز 2014       |                                                 |
| 30 أغسطس 2014  | 2014 Omloop Mandel-Leie-Schelde | الفائز في التصنيف العام                         |
| 11 أكتوبر 2016 | 2016 Nationale Sluitingsprijs   | الثامن في التصنيف العام                         |
| 01 يناير 2017  | طواف أوروبا للدراجات 2017       |                                                 |
| 11 مارس 2017   | روند فان درينثي 2017            | الثالث في التصنيف العام                         |
| 30 مارس 2017   | ثلاثة أيام من دي بان 2017       | العاشر في التصنيف العام، التاسع في تصنيف النقاط |
| 03 يونيو 2017  | هيستسي بيجل 2017                | الفائز في التصنيف العام                         |
| 18 يونيو 2017  | ستير زي إل إم تور 2017          | السابع في التصنيف العام                         |
| 22 أغسطس 2017  | غروت بريجس ستاد زوتيجم 2017     | الفائز في التصنيف العام                         |
| 02 سبتمبر 2017 | دراجات بروكسل الكلاسيكية 2017   | السادس في التصنيف العام                         |
| 15 سبتمبر 2017 | كامبيونشاب فان فلانديرن 2017    | الثالث في التصنيف العام                         |
| 03 أكتوبر 2017 | بينشي-شيمي-بينشي 2017           | الفائز في التصنيف العام                         |
| 25 أغسطس 2019  | طواف الدنمارك 2019              | الأول في تصنيف النقاط، الخامس في التصنيف العام  |
| 23 أغسطس 2022  | غروت بريجس ستاد زوتيجم 2022     |                                                 |
| 19 أغسطس 2023  | دريفينكويرز أوفيريجز 2023       |                                                 |
| 20 أغسطس 2023  | غروت بريجس ستاد زوتيجم 2023     | الفائز في التصنيف العام                         |

## روابط خارجية
- جاسبر دي بويست على موقع الاتحاد الدولي للدراجات (الإنجليزية)
- جاسبر دي بويست على موقع أرشيف الدراجات (الإنجليزية)
- جاسبر دي بويست على موقع إحصائيات الدراجات الإحترافية (الإنجليزية)
- جاسبر دي بويست على موقع نسبة الدراجات (الإنجليزية)
- جاسبر دي بويست على موقع CycleBase (الإنجليزية)
- جاسبر دي بويست على موقع أوليمبيديا (الإنجليزية)
- جاسبر دي بويست على موقع اللجنة الأولمبية البلجيكية (الهولندية)